# Stadion Miejski w Buftei
Stadion Miejski (rum. Stadionul Orășenesc) – stadion w rumuńskiej Buftei o pojemności 1500 widzów, na którym rozgrywało mecze CS Buftea.